# Smokie
Smokie je angleška glasbena skupina, ki je bila ustanovljena leta 1974 in deluje še danes.

## Albumi
- Pass It Around (1975)
- Changing All the Time (1975)
- Smokey (1975)
- Midnight Café (1976)
- Bright Lights & Back Alleys (1977)
- The Montreux Album (1978)
- The Other Side of the Road (1979)
- Solid Ground (1981)
- Strangers in Paradise (1982)
- Midnight Delight (1982)
- All Fired Up (1988)
- Boulevard of Broken Dreams (1989)
- Whose Are These Boots? (1990)
- Chasing Shadows (1992)
- Burnin' Ambition (1993)
- The World and Elsewhere (1995)
- Light A Candle (1998)
- Wild Horses - The Nashville Album (1998)
- Uncovered (2000)
- Uncovered Too (2001)
- On the Wire (2004)
- Take a Minute (2010)